# Pfarrkirche Pöttsching

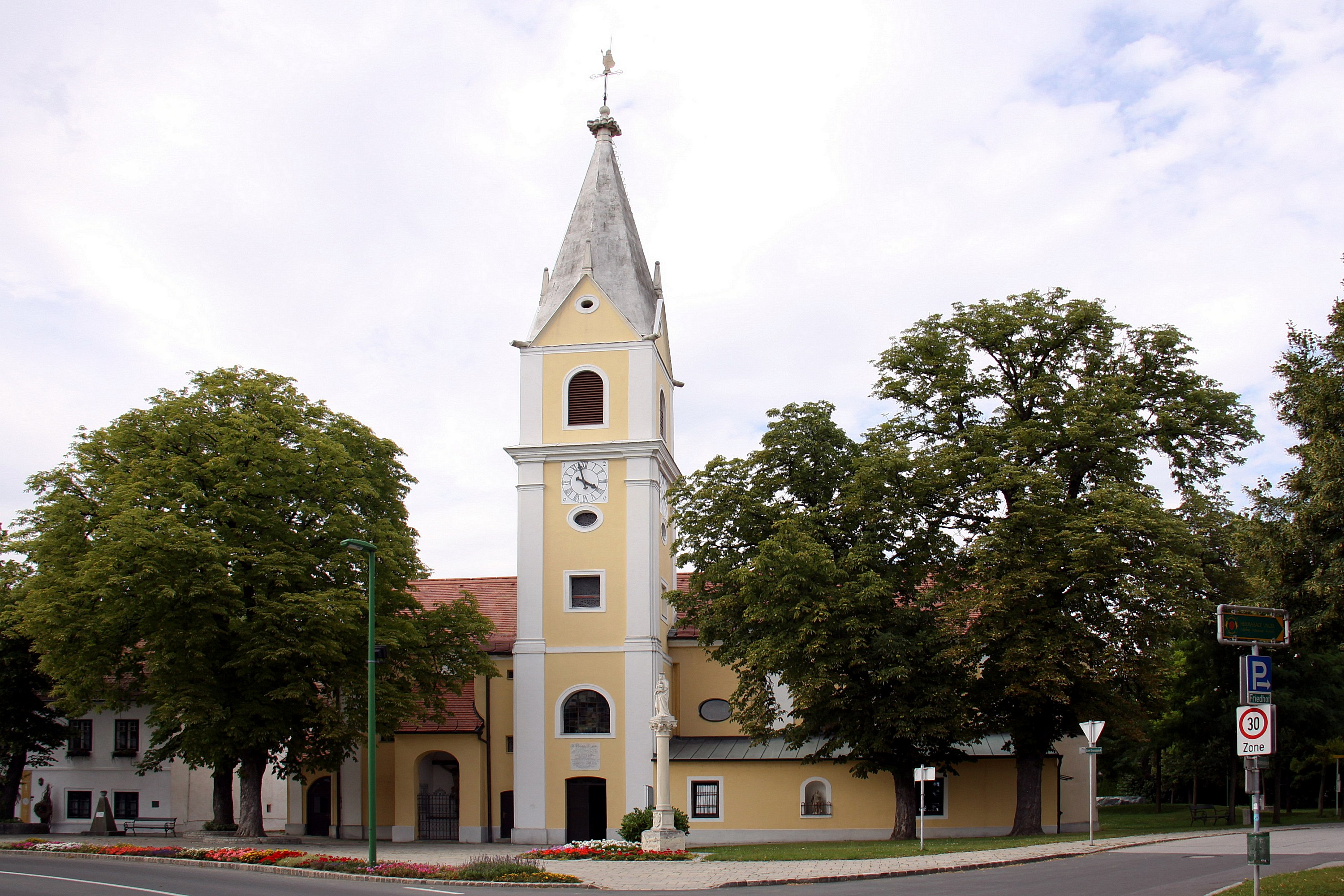
Kath. Pfarrkirche hl. Nikolaus in Pöttsching

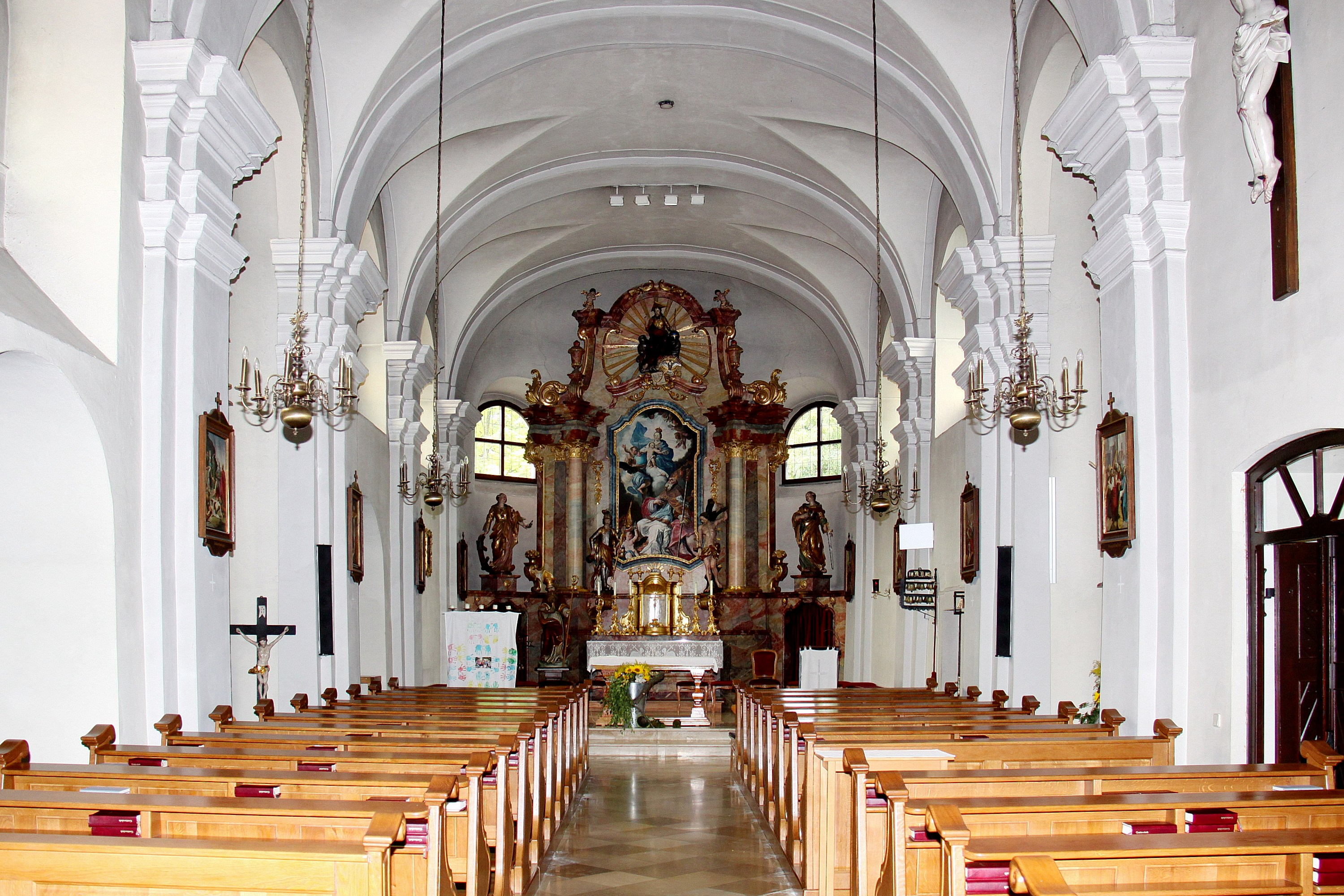
Im Langhaus zum Chor

Die römisch-katholische Pfarrkirche Pöttsching steht mittig im Ort der Marktgemeinde Pöttsching im Bezirk Mattersburg im Burgenland. Die auf den heiligen Nikolaus von Myra geweihte Pfarrkirche gehört zum Dekanat Mattersburg in der Diözese Eisenstadt. Die Kirche steht unter Denkmalschutz.

## Geschichte
Die Pfarre mit einer Kirche wurde 1229 urkundlich genannt. Später zeitweise evangelisch wurde die katholische Pfarre 1669 neu errichtet. Die Kirche wurde mit Verwendung von älterem Mauerwerk 1641 neu erbaut und im Türkenkrieg 1683 zerstört. Die Kirche wurde nach einer Inschrift am Turm von 1722 bis 1728 neu erbaut. 1873 war außen und 1875 innen eine Restaurierung. Das nördliche Seitenschiff wurde 1890 angebaut. 1967/1968 erfolgte eine Umgestaltung und Restaurierung mit einer Entfernung der barocken Einrichtung.

## Architektur
Das lange Langhaus hat ein nördliches Seitenschiff und südlich eine offene Kapelle und einen runden Treppenturm und daneben einen dreigeschoßigen Glockenturm mit einem spitzen Steinhelm zwischen Giebelchen. Über dem Turmportal ist die Angabe 1728. Die Sakristei hat eine moderne Verlängerung nach Osten. Der lange Chor hat eine flachrunde Apsis.
Das fünfjochige Kirchenschiff unter einem Tonnengewölbe mit Stichkappen mit Gurten auf Pilastern ist im vierten Joch durch seitliche Nischen – ehemalige Seitenaltarnischen – erweitert. Die Nordwand ist mit Arkaden zum Seitenschiff geöffnet.

## Ausstattung
Die barocken Holzfiguren der ehemaligen Einrichtung sind nun an den Pilastern, Gruppe Anna mit Maria (1760), Hll. Barbara und Katharina (um 1700), Hll. Sebastian und Florian aus der ersten Hälfte des 18. Jahrhunderts. Die Orgel aus 1792 mit 11 Registern stammt von Johann Gottfried Malleck und wurde 1977 von Rieger Orgelbau restauriert.